# USV Neulengbach
Der USV Neulengbach ist ein Fußballverein aus Neulengbach, Niederösterreich in Österreich und wurde 1923 mit den Vereinsfarben schwarz-weiß gegründet.

## Fußballsektion Frauen

### Geschichte
Der Beginn der heutigen Frauenmannschaft des SV Neulengbach datiert auf das Jahr 1992 zurück. In Altlengbach begannen Frauen für das Zeltfest des SV Altlengbach/Laabental zu üben und spielten dann bei dieser Veranstaltung als „Aufputz“. Die Mannschaft wollte aber weiter Fußball spielen. Ein entscheidender Schritt gelang in der Saison 1994/95. Im 1. Traisentalcup (Vorgänger der NÖ Landesliga) konnte die Mannschaft den Titel erringen. Damit wurden die Weichen für den weiteren Aufstieg gelegt. In der Saison 1995/96 konnte diese Frauenmannschaft damit in der 2. Division mitspielen und erreichte dort bereits in der ersten Saison den zweiten Platz (hinter Obersdorf/P.). Nach Unstimmigkeiten mit dem Vorstand des SV Altlengbach wechselte dann die Mannschaft nach Neulengbach. In der Wienerwald-Gerichtsbezirksstadt konnte die Frauenmannschaft beim SV Neulengbach integriert werden und mit der Gründung der Frauenfußballsektion im Jahr 1996 begann die nächste Erfolgsgeschichte. Gleich in der Saison 1996/97 übernahm der SV Neulengbach den Ligaplatz des Lokalkonkurrenten und nunmehrigen Kooperationspartners SV Altlengbach in der 2. Division, der zweithöchsten Spielstufe im österreichischen Frauenfußball. Nachdem die Altlengbacher Frauen knapp mit dem zweiten Platz am Aufstieg gescheitert waren, gelang dem SV Neulengbach bereits in der ersten Saison der Meistertitel in der zweiten Liga und verbunden damit der Aufstieg in die österreichische Frauen-Bundesliga. Im ersten Jahr in der höchsten Liga erreichten die Neulengbacher Damen den beachtlichen fünften Rang unter acht teilnehmenden Mannschaften und kamen im Pokalbewerb sogar bis ins Finale, das die Niederösterreicherinnen jedoch gegen Union Kleinmünchen mit 1:3 verloren. Bereits in der darauffolgenden Saison wurde Neulengbach Vizemeister hinter dem Seriensieger Union Kleinmünchen und wahrte mit dem dritten Rang 2000 und den beiden zweiten Plätzen 2001 und 2002 die Anwartschaft auf den österreichischen Meistertitel.
In den Folgejahren wurde der SV Neulengbach die dominierende Mannschaft im österreichischen Frauenfußball. Die Saison 2002/03 beendeten die Niederösterreicherinnen die Meisterschaft ohne Punkteverlust und mit insgesamt 120 geschossenen zu 5 erhaltenen Toren. Von 2003 bis 2012 feierte die Mannschaft aus dem Wienerwald zehn Meistertitel in Serie und gewann ebenso oft hintereinander den österreichischen Cupbewerb, der Mannschaft gelang also zehn Mal in Serie das Double.
2003 setzte man sich im ÖFB LadiesCup gegen Union Kleinmünchen mit 5:1 durch, 2004 wurde der FC Südburgenland mit 12:0 besiegt und 2005 bezwang man den Innsbrucker AC im Finale mit 2:1. 2006 und 2007 hieß der Gegner jeweils LUV Graz, der 3:0 bzw. 3:1 bezwungen wurde. Gegen USC Landhaus, den Rekordmeister und -cupsieger, blieb die Mannschaft aus dem Wienerwald im Juni 2008 in St. Pölten mit 6:2 im Finale erfolgreich und in Kammer am Attersee gelang Neulengbach der Finalsieg gegen Wacker Innsbruck mit 5:1. 2010 siegte Neulengbach in Rohrbach gegen ASK Erlaa 4:0 und mit dem gleichen Resultat blieb der Cupverteidiger ein Jahr später in Ottensheim bei Linz gegen LUV Graz erfolgreich. 2012 wurde das ÖFB LadiesCup-Finale wieder in Oberösterreich ausgetragen und zwar in Pettenbach und Neulengbach siegte gegen FC Wacker Innsbruck 4:0.
Im Jahr darauf gelang der elfte Meistertitel in Serie, allerdings musste sich Neulengbach im Cup im Penaltyschießen gegen ASV Spratzern knapp geschlagen geben. Der 2. Mannschaft, den „Juniors“, gelang 2013 der Meistertitel in der 2. Frauenliga Ost/Süd (für die 2. Mannschaft ist es der zweite Titel nach 2006, damals wurden sie Meister in der Frauen Landesliga NÖ). In der Saison 2013/14 gelang der zwölfte Meistertitel ohne Punkteverlust und damit konnte Neulengbach mit dem bisherigen Rekordmeister USC Landhaus gleichziehen.
Außerdem gewannen die Neulengbacherinnen 2003 und 2004 auch die Spiele um den Supercup. Dieser Bewerb wurde nur 2001 (Supercupsieger: Union Kleinmünchen), 2002 (Supercupsieger: USC Landhaus) und eben 2003 und 2004 ausgetragen.
Als beste Mannschaft wurde das Frauenteam aus Neulengbach seit 2003 acht Mal (2003, 2004, 2005, 2006, 2007, 2009, 2012, 2014) bei der Bruno-Gala geehrt. Lediglich in den Jahren 2008 (Wacker Innsbruck), 2010 (USK Hof/S), 2011 (FC Südburgenland), sowie 2013 und 2015 (FSK St. Pölten-Spratzern) wurden andere Frauenmannschaften vorgezogen.
In der Neulengbacher Stammelf spielten seit Jahren fast nur Nationalteamspielerinnen, wobei auch Legionärinnen aus Brasilien, der Slowakei, aus der Tschechischen Republik, Serbien und aus Taiwan dabei waren. Die bekannteste Spielerin kam aus Südamerika. Rosana, spielte von 2005 bis 2008 in Neulengbach. Mit dem brasilianischen Nationalteam gewann sie bei den Olympischen Spielen 2004 in Athen die Silbermedaille. In Brasilien wurde sie zur besten Spielerin des olympischen Turniers gewählt. 2005 wurde Rosana als Spielerin des Jahres in Österreich ausgezeichnet. Darüber hinaus wurden die Spielerinnen Birgitt Hufnagl (2003) und Melanie Fischer (2004) bei der Bruno-Gala geehrt und Sabine Brand (2004) als Krone-Fußballerin des Jahres gewählt. In den nächsten Jahren wurden die Spielerinnen Natascha Celouch (2007), Nina Burger (2010), Dominika Skorvankova (SVK, 2013), Jennifer Klein (2016) und Maria Gstöttner (2018) bei der Bruno-Gala ausgezeichnet.
Im Sommer 2015 wurde die bisherige Erfolgsgeschichte beendet. Nach Änderungen im Sommer 2014 – neuer Vorstand und neue sportliche Leitung – konnte die Mannschaft nicht mehr an die früheren Leistungen anschließen. In der Erfolgsära des Neulengbacher Frauenfußballs mit Manager und Obmann Bruno Mangl, konnten 10 Doubles und insgesamt 12 Meistertitel errungen werden. In der Saison 2014/15 gab es unter Obmann Walter Begusch und dem Sportlichen Leiter Peter Herglotz keine nationalen Titel. Aufgrund dieser Tatsache und aufgrund gesundheitlicher Probleme des Obmannes gab es die nächsten Änderungen nach der Saison 2014/15. Alexander Achterberg übernahm wie in den Anfangsjahren der Alt- bzw. Neulengbacher Frauenmannschaft die Leitung und mit Tito Spindler kam ein erfahrener Frauenfußballtrainer in den Wienerwald. Aufgrund einer massiven Budgetkürzung (fehlende Förderungen, fehlender Hauptsponsor) gab es auch gewaltige Änderungen des Spielerinnenkaders. Rund 50 % der Spielerinnen wurden bzw. mussten ausgetauscht werden. Jetzt ist Neulengbach allerdings mit einer jungen Mannschaft unterwegs und man hofft, dass in wenigen Monaten wieder an frühere Leistungen und Ergebnisse angeknüpft werden kann. Bereits nach zwei Monaten gab es einen erneuten Trainerwechsel, da Tito Spindler aus persönlichen Gründen zurücktrat. Das Trainerduo Gstöttner/Brancao übernahm die Leitung und das mit viel Erfolg. Neulengbach wurde mit der jungen Mannschaft guter Dritter und kam bis ins Cupfinale. Im Sommer 2016 wurde aber ein neuerlicher Trainerwechsel vorgenommen und Brigitte Entacher (1. Frauenmannschaft) und Thomas Richter (2. Frauenmannschaft) übernahmen die Führung. Von Jänner – Juni 2017 war Thomas Richter Alleinverantwortlicher. Im Sommer 2017 verließen wieder mehr als zehn Spielerinnen den Verein. Wieder musste eine neue Mannschaft gefunden werden und mit Mario Graf gibt es auch einen neuen Trainer. Die Führung der Frauenmannschaft übernimmt ab diesem Zeitpunkt Obmann Thomas Wirnsberger. Ende 2020 übergibt Mario Graf seinen Trainerjob an Maria Gstöttner, Katja Gürtler, Gabriele Fiedler (Bundesliga-Mannschaft), Isabella Dujmenovic, Sabrina Gallistl (Neulengbach Juniors).
Mit Jänner 2021 wurde der Verein in Union SV Neulengbach (kurz USV Neulengbach) umbenannt.

### Kader Saison 2024/25
Stand: 17. Oktober 2024
| 01 | Larissa Rusek      | Osterreich |
| 23 | Vivien Grabenhofer | Osterreich |
| 31 | Sandrine Neidhardt | Osterreich |

| 02 | Leonie Müller  | Osterreich |
| 07 | Elisa Pfattner | Italien    |
| 09 | Tatjana Weiss  | Osterreich |
| 15 | Lara Wondrejc  | Osterreich |
| 16 | Daniela Kittel | Osterreich |
| 25 | Evelin Kurz    | Osterreich |
| 30 | Julia Tabotta  | Osterreich |
| 49 | Tanja Huber    | Osterreich |
| 66 | Sophie Grafl   | Osterreich |

| 06 | Kristína Panáková      | Slowakei                         |
| 08 | Katherine Lee Foug     | Vereinigte Staaten               |
| 08 | Elma Smajić            | Bosnien und Herzegowina Schweden |
| 13 | Ines Sarac             | Osterreich                       |
| 17 | Hannah Kunschert       | Osterreich                       |
| 19 | Chiara Rattenschlager  | Osterreich                       |
| 26 | Nathalie Schieder      | Osterreich                       |
| 28 | Mariella Falkensteiner | Osterreich                       |
| 35 | Laura Wurzer           | Osterreich                       |
| 36 | Anna Holl              | Osterreich                       |
| 47 | Lilli Fischer          | Osterreich                       |
| 77 | Laetitia Barabas       | Osterreich                       |

| 10 | Jelena Dordić       | Kroatien Osterreich |
| 11 | Rebecca Schreiber   | Osterreich          |
| 18 | Gréta Bánfi         | Ungarn              |
| 22 | Stella-Maria Gamper | Osterreich          |
| 29 | Besijana Pireci     | Osterreich Kosovo   |
| 33 | Mara-Sophia Draxler | Osterreich          |

### Ligenzugehörigkeit
- Erste Spielstufe: ab 1997/98
- Zweite Spielstufe: 1996/97

### Titel und Erfolge

#### Titel
- 12 × Österreichischer Meister: 2003, 2004, 2005, 2006, 2007, 2008, 2009, 2010, 2011, 2012, 2013, 2014
- 10 × Österreichischer Cupsieger: 2003, 2004, 2005, 2006, 2007, 2008, 2009, 2010, 2011, 2012
- 2 × Österreichischer Supercupsieger: 2003, 2004

#### Erfolge national
- 4 × Österreichischer Vizemeister: 1999, 2001, 2002, 2015
- 7 × Österreichischer Pokalfinalist: 1998, 2013, 2014, 2015, 2016, 2017, 2018
- 1 × Meister Zweite Spielstufe: 1997
- 2 × Meister Zweite Spielstufe: 2013, 2015 (Neulengbach Juniors)
- 2 × Meister NÖFV Frauen Landesliga Niederösterreich, Dritte Spielstufe: 2006, 2019 (SV Neulengbach 1b/Juniors)

### Torschützenköniginnen (Bundesliga)
| Jahr | Spielerin                 | Tore |
| ---- | ------------------------- | ---- |
| 2001 | Maria Gstöttner           | 33   |
| 2002 | Maria Gstöttner           | 34   |
| 2003 | Maria Gstöttner           | 28   |
| 2004 | Maria Gstöttner           | 26   |
| 2005 | Maria Gstöttner           | 22   |
| 2006 | Rosana dos Santos Augusto | 26   |
| 2007 | Nina Burger               | 38   |
| 2008 | Nina Burger               | 33   |
| 2009 | Nina Burger               | 23   |
| 2010 | Nina Burger               | 22   |
| 2011 | Nina Burger               | 29   |
| 2012 | Nina Burger               | 28   |
| 2013 | Maria Gstöttner           | 36   |

### Torschützenköniginnen (2. Liga Ost/Süd)
- 2017 Maria Gstöttner 34 Tore
- 2023 Aldijana Masinovic 13 Tore

### Sportliche Leitung
| von               | bis               | Leitung                                                                             | Erfolge                                                                                                 |
| ----------------- | ----------------- | ----------------------------------------------------------------------------------- | --- |
| 1. Juli 1996      | 30. Juni 2004     | Werner Koller                                                                       | 2 × Bundesliga Meister, 2 × ÖFB Ladies Cupsieger, 2 × Supercupsieger, 1 × UEFA Women’s Cup: Best 32     |
| 1. Juli 2004      | 31. August 2004   | Karlheinz Piringer                                                                  | 1 × UEFA Womens Cup: Qualifikation                                                                      |
| 1. September 2004 | 30. Juni 2010     | Olga Hutter/Sabine Brand (tw. Oliver Cepera)                                        | 6 × BL Meister, 6 × ÖFB Cupsieger, 4 × UEFA CL 1/8F bzw. UEFA WC Best 16, 1 × Quali                     |
| 1. Juli 2010      | 21. Mai 2014      | Johannes Uhlig/Sabine Brand                                                         | 4 × Bundesliga Meister, 2 × ÖFB Ladies Cupsieger, 1 × UEFA CL 1/4F, 2 × UEFA CL 1/8F, 1 × UEFA CL 1/16F |
| 22. Mai 2014      | 7. Juni 2014      | Olga Hutter/Liese Brancao Ribeiro                                                   | Bundesliga Meister (siehe Johannes Uhlig/2014)                                                          |
| 1. Juli 2014      | 30. Juni 2015     | Peter Herglotz/Walter Mikota/Liese Brancao Ribeiro                                  | 1 × UEFA CL 1/8F                                                                                        |
| 1. Juli 2015      | 31. August 2015   | Tito Spindler/Liese Brancao Ribeiro                                                 | |
| 1. September 2015 | 30. Juni 2016     | Maria Gstöttner/Liese Brancao Ribeiro                                               | |
| 1. Juli 2016      | 31. Dez. 2016     | Brigitte Entacher/Thomas Richter/Maria Gstöttner                                    | |
| 1. Jänner 2017    | 30. Juni 2017     | Thomas Richter/Maria Gstöttner                                                      | |
| 1. Juli 2017      | 31. Dez. 2018     | Mario Graf/Gerald Linshalm/Katja Gürtler                                            | |
| 1. Jänner 2019    | 30. Juni 2019     | Mario Graf/Sandra Mahr                                                              | |
| 1. Juli 2019      | 31. Oktober 2020  | Mario Graf/Katja Gürtler/Sabrina Gallistl/Maria Gstöttner                           | |
| 1. November 2020  | 31. Dezember 2020 | Katja Gürtler/Sabrina Gallistl/Maria Gstöttner                                      | |
| 1. Jänner 2021    |                   | Maria Gstöttner/Katja Gürtler/Gabriele Fiedler/Isabella Dujmenovic/Sabrina Gallistl | |
| 1. Juli 2024      |                   | Jürgen Weber/Lukas Noga                                                             | |

### UEFA Women’s Cup bzw. Champions League
Der Europacup für Vereinsteams im Frauenfußball wird seit dem Spieljahr 2001/2002 von der UEFA als „UEFA Women’s Cup“ ausgerichtet. Seit der Saison 2009/10 heißt dieser Bewerb, analog dem Männerfußball, Champions League. Der SV Neulengbach nahm als österreichischer Frauen-Fußballmeister bisher zwölfmal an diesem Bewerb teil.

#### Saison 2003/04
- Beim ersten Antreten wurde der SV Neulengbach in die Qualifikationsgruppe 2 gelost und musste beim Turnier in Skopje (Mazedonien) antreten. Nach Siegen über PAOK Ledra (Zypern, 14:0), den SK Hronom (Slowakei, 6:3) und Lombardini Skopje (Mazedonien, 7:0) war der SV Neulengbach als Gruppensieger für die Vorrundengruppen qualifiziert.
- In der Vorrundengruppe 7, die in Bilbao (Spanien) ausgetragen wurde, erreichten die Neulenbacherinnen nach zwei Niederlagen gegen Athletic Bilbao (Spaniern, 0:2), den 1. FFC Frankfurt (Deutschland, 1:7) und einem Sieg gegen SU 1º Dezembro (Portugal, 1:0) den dritten Gruppenplatz.

#### Saison 2004/05
- Der SV Neulengbach trat in der Qualifikationsgruppe A9 in Vendargues (Frankreich) an und erreichte den zweiten Gruppenplatz. Nach dem 3:1-Auftaktsieg gegen SU 1º Dezembro (Portugal) gab es gegen Montpellier HSC (Frankreich) eine 0:7-Niederlage und zuletzt gegen University College Dublin AFC (Irland) einen 4:2-Sieg.

#### Saison 2005/06
- In der ersten Hauptrunde spielten die Niederösterreicherinnen in Zagreb (Kroatien) in der Gruppe A2. Bereits im ersten Spiel gegen den UC Dublin (Irland) feierte der SV Neulengbach einen 5:1-Erfolg. Mit einem weiteren 5:1-Sieg gegen ZNK Maksimir (Kroatien) kam es gegen die Damen des Bardolino Verona (Italien) zum direkten Duell um den Gruppensieg. Die Neulengbacherinnen sicherten sich durch ein 0:0-Unentschieden dank der besseren Tordifferenz, den Gruppensieg und Aufstieg in die zweite Hauptrunde.
- Für die zweite Hauptrunde wurde der SV Neulengbach in die Gruppe B1 gelost. In Montpellier (Frankreich) traf die Wienerwaldmannschaft vom 13. bis 17. September 2005 auf den regierenden Champions-Sieger 1. FFC Turbine Potsdam (Deutschland) und musste eine 1:12-Niederlage hinnehmen. Im zweiten Spiel gegen den Gastgeber Montpellier HSC (Frankreich) hatten die Neulengbacherinnen mit 0:4 das Nachsehen. Letztlich gab es gegen den niederländischen Vertreter SV Saestum eine 3:4-Niederlage.

#### Saison 2006/07
- Die Vorrundengruppe A3 sah in der Zeit von 8. bis 13. August 2006 den SV Neulengbach als Veranstalter. Im ersten Spiel gab es gegen die Newtownabbey Strikers (Nordirland) einen 5:1-Sieg. Dem folgte aber im nächsten Spiel gegen Breiðablik Kópavogur (Island) eine 0:3-Niederlage. Zum Abschluss gab es gegen den „Dauergegner“ SU 1º Dezembro (Portugal) einen 3:0-Erfolg und damit letztlich den zweiten Gruppenplatz.

#### Saison 2007/08
- Auch in dieser Saison fungierte der SV Neulengbach als Veranstalter für die Spiele der Vorrundengruppe A3. Das erste Gruppenspiel gegen Hibernian LFC konnte knapp mit 4:3 gewonnen werden. Im zweiten Spiel folgte ein klarer 3:0-Sieg gegen den irländischen Mayo FC. Im letzten Gruppenspiel wurde der Gegner Uczniowski Klub Sportowy mit 8:1 besiegt und der SV Neulengbach qualifizierte sich als Gruppensieger für die zweite Hauptrunde.
- In der zweiten Hauptrunde spielte der SV Neulengbach beim Turnier in London gegen den Gastgeber Arsenal LFC, Alma KTZH und ASD Bardolino Verona. Im ersten Gruppenspiel gegen den italienischen Vertreter ASD Bardolino Verona kam es zu einer knappen 3:2-Niederlage. Im zweiten Gruppenspiel gegen den Titelverteidiger Arsenal LFC gab es eine 7:0-Niederlage. Das letzte Gruppenspiel gegen den kasachischen Verein Alma KTZH konnte mit 3:0 gewonnen werden, was den dritten Gruppenplatz und damit das Ausscheiden aus dem Turnier bedeutete.

#### Saison 2008/09
- Auch diese Saison war der SV Neulengbach wieder Veranstalter für die Vorrundengruppe A7 des UEFA Women’s Cup. Im ersten Spiel gegen den russischen Verein ŽNK Krka gab es einen 6:0-Sieg. Im zweiten Gruppenspiel gegen Vamos Idaliou konnte ein 8:0-Kantersieg eingefahren werden. Das letzte Gruppenspiel gegen den portugiesischen Verein SU 1º Dezembro war das direkte Duell um den Aufstieg und konnte mit 4:0 gewonnen werden. Der SV Neulengbach stieg damit ohne Gegentor in die zweite Hauptrunde auf.
- In der zweiten Hauptrunde trat der Verein in Lyon auf Arsenal LFC, Olympique Lyon und den FC Zürich. Im ersten Gruppenspiel gegen den Gastgeber Olympique Lyon wurde der SV Neulengbach mit 8:0 besiegt. Auch das zweite Gruppenspiel gegen Arsenal LFC ging mit 6:0 verloren. In einem dritten Spiel ging der Verein schließlich als 5:3-Sieger hervor und belegte am Ende den dritten Gruppenplatz, was zum Aufstieg nicht reichte.

#### Saison 2009/10 Champions League
- In diesem Jahr wurde dieser UEFA-Bewerb umbenannt und führt nun den Namen Women’s Champion’s League. Neulengbach war für das 16. Finale gesetzt und spielte in dieser ersten Runde gegen RTP Unia Raciborz (Polen). Auswärts gab es einen 3:1-Sieg und zu Hause musste sich Neulengbach zwar 0:1 geschlagen geben, aber die Mannschaft stieg ins Achtelfinale auf.
- Dort war allerdings gegen AS Torres Endstation. Mit jeweils 1:4-Niederlagen schied Neulengbach aus diesem Bewerb aus.

#### Saison 2010/11 Champions League
- Neulengbach war wieder gesetzt und traf in der 1. Hauptrunde auf den griechischen Vertreter PAOK Thessaloniki. Auswärts verlor Neulengbach 0:1, aber zu Hause gab es einen 3:0-Sieg und damit der neuerliche Aufstieg ins Achtelfinale.
- Mit dem 1. FFC Turbine Potsdam wartete der amtierende Champions-League-Sieger. In den beiden Spielen zeigte sich die Überlegenheit der Mannschaft aus Potsdam, denn sie gewann mit 7:0 (in Potsdam) und 9:0 (in Neulengbach). Das Spiel im Wienerwaldstadion in Neulengbach war das erste Frauenfußballspiel, welches live im Fernsehen (Eurosport) übertragen wurde. Über 1000 Zuschauer waren Zeuge dieser Veranstaltung.

#### Saison 2011/12 Champions League
- Auch in diesem Jahr war Neulengbach gesetzt. In der 1. Hauptrunde musste der österreichische Meister gegen die kasachische Mannschaft CSHVSM Almaty antreten. Dort erlitt man eine 1:2-Niederlage, jedoch konnte das Rückspiel im Wienerwaldstadion mit 5:0 gewonnen werden.
- In der 2. Runde wartete dann FC Malmö aus Schweden. Das Heimspiel gewannen die Schwedinnen 3:1. Auswärts unterlag der Österreichische Meister mit 0:1. Somit war auch in diesem Jahr im Achtelfinale Schluss.

#### Saison 2012/13 Champions League
- Neulengbach bekam in der ersten Hauptrunde den rumänischen Meister CFF Olimpia Cluj zugelost. Im Auswärtsspiel erreichte der österreichische Meister in Siebenbürgen (Klausenburg) ein beachtliches 1:1-Unentschieden, aber zu Hause vor der Rekordkulisse von 1150 Zuschauern im Wienerwaldstadion war ein 2:2-Unentschieden aufgrund der Auswärtstorregel zu wenig. Die Treffer von Maria Gstöttner (je 1 in Rumänien und in Neulengbach) und Giovana reichten für den Aufstieg nicht. Nach fünf Jahren in ununterbrochener Folge gelang diesmal kein Aufstieg unter die besten 16 Mannschaften in Europa.

#### Saison 2013/14 Champions League
- Diesmal erhielt Neulengbach in der 1. Hauptrunde den zypriotischen Meister Apollon Limassol. Nach einem 2:1-Auswärtssieg gelang zu Hause im Wienerwaldstadion ein 1:1-Unentschieden und Neulengbach erreichte damit zum siebten Mal das Achtelfinale.
- Nach zwei 3:0-Siegen gegen Konak Belediyesi aus Izmir (Türkei) stand Neulengbach erstmals im Viertelfinale.
- Gegen die Schwedinnen von Tyresö FF war Neulengbach jedoch chancenlos. Das Hinspiel in Schweden ging 1:8 verloren, aber im Rückspiel, welches gleichzeitig das 50. UEFA Bewerbsspiel (Champions League, Women’s Cup) für Neulengbach war, gelang ein viel beachtetes 0:0-Unentschieden. Beide Spiele wurden via ORF Sport + live übertragen. Beim Heimspiel gab es für Neulengbach im Wienerwaldstadion einen Besucherrekord von 1.255 Zuschauern.

#### Saison 2014/15 Champions League
- Erstmals erhielt Neulengbach in der ersten Runde ein geografisch günstiges Los. Neulengbach spielte gegen MTK Hungarya. Auswärts gab es einen 2:1-Sieg für Neulengbach und im Heimspiel musste Neulengbach nach einem Doppelschlag der Ungarinnen am Ende der regulären Spielzeit ein 1:2 hinnehmen. In der Verlängerung hatte der österreichische Meister das Glück des Tüchtigeren, denn in der 120. Minute gelang aus einem Penalty von Jana Vojtekova der Ausgleich zum 2:2.
- Im Achtelfinale musste aber Neulengbach wieder einmal die Überlegenheit eines deutschen Meister zur Kenntnis nehmen. Gegen den regierenden CL-Sieger VfL Wolfsburg gab es zwei glatte Niederlagen. Im Wienerwaldstadion verlor Neulengbach vor 950 Zuschauern 0:4 und in Wolfsburg gab es eine 0:7-Abfuhr. Damit verabschiedete sich Neulengbach zum siebten Mal im Achtelfinale aus dem Bewerb und möglicherweise sogar für längere Zeit.

#### Zusammenfassung Champions League/Women’s Cup von 2003/04 bis 2014/15
In den 54 UEFA Bewerbsspielen feierte Neulengbach 25 Siege und 6 Unentschieden, 23 Spiele gingen verloren, Torverhältnis: 133:139.
- 12 × Champions League (Women’s Cup) teilgenommen
- 1 × Viertelfinale: 2013/14
- 7 × Achtelfinale: 2005/06, 2007/08, 2008/09, 2009/10, 2010/11, 2011/12, 2014/15
- 2 × Sechzehntelfinale: 2003/04, 2012/13
- 2 × Qualifikationsrunde (nicht für die 1. Hauptrunde qualifiziert): 2004/05, 2006/07

Die erfolgreichsten Torschützinnen
- 40 Tore: Nina Burger
- 26 Tore: Maria Gstöttner
- 11 Tore: Natascha Celouch

Die wichtigsten Neulengbach-Spielerinnen gereiht nach Spieleinsätzen
- 48 × Maria Gstöttner
- 46 × Natascha Celouch
- 45 × Nina Burger
- 31 × Liése Brancão-Ribeiro, BRA
- 26 × Bianca Reischer
- 24 × Monica Hickmann Alves, BRA
- 22 × Alexandra Biroova, SVK
- 22 × Kathrin Entner
- 21 × Silvia Gajdošová, SVK
- 21 × Birgit Gumpenberger
- 20 × Daniela Tasch
- 19 × Rosana dos Santos Augusto, BRA

### Sponsoren
In den Anfangsjahren bzw. in den letzten Jahren des letzten Jahrhunderts war Maler Geppner der Hauptsponsor der Frauenmannschaft. Bis 2004/05 trat die Frauenfußballmannschaft als SV Toyota Frech Neulengbach an. In der Saison 2005/06 wurde mit Soletti ein neuer Sponsor gewonnen und der Vereinsname in SV Soletti Neulengbach geändert. Im Spieljahr 2006/07 nennt sich die Damenmannschaft SV Neulengbach Pflegeheim Beer. Von 2009/10 bis 2014/15 ist auch die NÖ-Werbung Hauptsponsor und somit heißt die Mannschaft NÖSV Neulengbach Pflegeheim Beer. 2015 bis 2017 war das Sportland NÖ alleiniger Hauptsponsor und damit wird die Mannschaft als NÖSV Neulengbach bezeichnet. In der Saison 2017/18 ist die Unternehmensberatung mantlik kainz GmbH der Hauptsponsor, daher nennt sich der Verein in diesem Jahr SV mantlik kainz Neulengbach. Seit Juli 2019 heißt der Verein wieder SV Neulengbach.
2025 wurde Cheyenne Ochsenknecht Präsidentin des USV Neulengbach.

## Fußballsektion Männer
Die Fußballmannschaft der Männer spielt von jeher in den mittleren Ligen des Bundeslandes Niederösterreich. In der Saison 1947/48 spielte Neulengbach sogar in der höchsten Spielklasse in Niederösterreich, nämlich in der 1. Landesliga. 1996 feierte der Verein den Meistertitel in der damaligen Oberliga West und spielte somit von 1996 bis 2001 in der 2. NÖ Landesliga West. In der Saison 2005/06 spielten die Männer des SV Neulengbach in einer Spielgemeinschaft mit Maria Anzbach unter dem Namen SpG Neulengbach-Maria Anzbach in der Gebietsliga West und wurden dort Meister. 2007 musste man trotz 31 erreichter Punkte wieder aus der 2. NÖ Landesliga West in die NÖ Gebietsliga West absteigen. Einen weiteren Abstieg musste die Mannschaft im Jahr 2010 hinnehmen, denn mit Platz 13 führte der Weg in die 1. Klasse West/Mitte. Von 2010/11 – 2015/16 spielte der SV Neulengbach in dieser Spielklasse. Seit 2016/17 ist Neulengbach in der 2. Klasse Traisental.

### Erfolge
- 1939 Meister 2. Kreisklasse West
- 1947 Meister 1. Klasse West (Aufstieg NÖ Landesliga)
- 1964 Meister Bezirksgruppe Wienerwald (Aufstieg 1. Klasse Nordwest-Mitte)
- 1965 Meister 1. Klasse Nordwest-Mitte (Aufstieg Unterliga Nord-Nordwest)
- 1980 Meister 2. Klasse Traisental (Aufstieg 1. Klasse West-Mitte)
- 1981 Meister 1. Klasse West-Mitte (Aufstieg Unterliga West)
- 1986 Meister Unterliga West (Aufstieg Oberliga West)
- 1996 Meister Oberliga West (Aufstieg 2. Landesliga West)
- 2006 Meister Gebietsliga West (Aufstieg 2. Landesliga West)